# Serapion
Serapion, cunoscut și ca Terapont, este unul din cei șapte martiri din Efes.